# Agfa
Az Agfa (Aktiengesellschaft für Anilinfabrikation) analóg és digitális termékek gyártásával foglalkozó cég, székhelye Mortselben, Belgiumban található. 1867-ben alapították, 1964-től Agfa-Gevaert lett, miután egyesült a Gevaert Photo-Producten N.V. céggel. 2007-ben bejelentették a három részre szakadást: Agfa Graphics, Agfa Healthcare és Agfa Materials részlegekre, ez 2008-ban volt esedékes.
A második világháború és az ország kettészakadása után az utód Kelet-Németországban, Wolfenben ORWO néven működött.